# エドゥアルド・エルナンデス＝モンカーダ
エドゥアルド・エルナンデス＝モンカーダ（Eduardo Hernández Moncada、1899年9月24日 - 1995年12月31日）は、メキシコの作曲家、指揮者。

## 人物・来歴
ハラパ出身。クラリネット奏者の息子で、幼いころからピアノを習った。19歳でメキシコシティの国立音楽院に入学。在学中に映画館で無声映画のピアノ伴奏をしていたが、映画館でカルロス・チャベスと出会った。1929年、チャベスからピアニストとしてメキシコ交響楽団に招かれた。このときシルベストレ・レブエルタスも副指揮者として招かれたが、1936年にレブエルタスが自らのオーケストラを作るためにメキシコ交響楽団を去ると、エルナンデス＝モンカーダが後任の副指揮者となり、1943年まで務めた。その後、1944年に音楽院合唱団の指揮者となり、さらに1947年には音楽院にオペラアカデミーを設立した。翌1948年には音楽院交響楽団の指揮者となった。また1929年から音楽院の教授も務め、校長にも就任した。
作品には管弦楽曲、オペラ、バレエ、映画音楽などがある。友人のチャベスやレブエルタスとともに国民楽派を代表する人物であり、作品は民族主義とモダニズムのバランスの上に成り立っている。

## 文献
- Contreras Soto, Eduardo. 1993. Eduardo Hernández Moncada. Ensayo biográfico, catálogo de obras y antología de textos. México, D. F.: Centro Nacional de Investigación, Documentación e Información Musical "Carlos Chávez". ISBN 968-29-5475-4